# Gli implacabili
Gli implacabili (The Tall Men) è un film western del 1955 diretto da Raoul Walsh in CinemaScope.

## Trama
I fratelli texani Ben e Clint Allison, ex-soldati di cavalleria dell'esercito confederato che vivono di espedienti e furti, giungono nell'inverno del 1866 nel territorio del Montana. Qui, dopo aver inizialmente tentato di derubare il ricco Nathan Stark, vengono convinti ad unirsi a lui in affari, per condurre una mandria dal Texas al Montana, dove rivenderla con un lauto guadagno.
Mentre si stanno recando nel Texas, nel cuore di una bufera di neve, incontrano la bella e intraprendente Nellie Turner, che viene salvata da Ben Allison da un attacco degli indiani. Nei pochi giorni che devono trascorrere isolati in una capanna, attendendo la fine della tormenta, tra Ben e Nellie sembra nascere una buona intesa, che viene a rompersi nel momento in cui Ben palesa alla ragazza il suo sogno, modesto ma molto concreto, di realizzare un ranch in cui condurre finalmente una vita tranquilla. Nellie, la quale nutre ambizioni più grandi, respinge l'idea e, giunta a San Antonio accetta la corte e le più altisonanti promesse che il facoltoso Nathan Stark sembra poterle assicurare. Si viene così a creare una situazione di comica conflittualità più o meno latente, tra l'ex innamorato Ben e l'insofferente Nellie.
Riunita la mandria e assoldati i vaqueros per guidarla sino a destinazione attraverso il territorio indiano, ha inizio il viaggio, cui prende parte sotto la responsabilità di Stark, anche Nellie. Lungo il cammino, dovranno affrontare le difficoltà del viaggio e le sanguinarie intenzioni dei bellicosi Sioux.
Infine, riusciti nell'impresa, nel momento della divisione dei proventi della vendita, Ben sventa il tentativo di Stark di consegnarlo alla legge e, dopo aver prelevato solo un terzo di ciò che era stato pattuito della paga per sé e per i propri uomini, si avvia con amarezza a tornare nel Texas, senza la donna della quale è ancora innamorato.
Tuttavia Nellie, dopo aver riflettuto e avendo conosciuto la nobiltà d'animo di Ben, all'insaputa di tutti abbandona Stark per farsi trovare nel carro dell'accampamento di Ben, e palesando con il canto la propria presenza lascia intuire la sua decisione di seguire l'uomo che ama nella realizzazione del suo piccolo sogno nel Texas.

## Distribuzione
Distribuito dalla Twentieth Century Fox Film Corporation, il film venne presentato in prima a Los Angeles il 22 settembre 1955. Uscì poi a New York l'11 ottobre dello stesso anno.